# Даніель Якобус Еразмус
Даніель Якобус Еразмус (*афр. Daniël Jacobus Erasmus; 5 квітня 1830 — 30 квітня 1913) — президент Виконавчої ради Південно-Африканської республіки в 1871—1872 роках.

## Життєпис
Походив з родини голландських колоністів Еразмусів. народився 1830 року в містечку Сомерсет-Іст (Капська колонія). 1835 року разом з батьками рушив у Великий трек. 1841 року прибув разом з родиною до областю, де тепер розташовуване місто Центуріон (провінція Гаутенг). Еразмуси вигнали звідси клан могале з народу нгуні.
Згодом переселився до Трансваалю, де заснував ферму Цварткоп. Брав участь у військових кампаніях проти сусідніх племен. Належав до партії Мартиніуса Преторіуса, на боці якого брав участь у протистояннях 1860—1864 років.
1871 року після відставки Преторіуса призначається головою Виконавчої ради (тимчасовим президентом) республіки. 1872 року поступився новобраному президенту Томасу Франсуа Буржесу.
Брав участь в першій англо-бурській війні. 1883 року очолював війська під час війни проти Ньябели, вождя південних ндебеле.
Помер 1913 року в Беталі.